# 沙姆什·阿达德五世
沙姆什·阿达德五世（英語：Shamshi-Adad V，？—前811年），新亚述时期亚述国王（公元前824年－公元前811年在位），即位元年，亚述发生严重叛乱，持续至公元前820年结束，削弱亚述和它的统治者。公元前814年，他于巴比伦击败亚兰部落。
| 前任： 沙尔马那塞尔三世 | 亚述国王 前824年－前811年 | 繼任： 阿达德尼拉里三世 |